# Luka Azariashvili

a Compétitions nationales et continentales officielles uniquement.

b Matchs officiels uniquement.
Dernière mise à jour le 19 mai 2025.
Luka Azariashvili, né le 30 novembre 1999 à Tbilissi (Géorgie), est un joueur géorgien de rugby à XV jouant au poste de pilier. Polyvalent, il peut jouer aussi bien à droite qu'à gauche de la première ligne.

## Biographie

### Carrière en club
En 2016, Luka Azariashvili rejoint le centre de formation du Montpellier Hérault Rugby en provenance du club géorgien des Lelo Saracens. Il fait ses débuts en équipe première en août 2019 sur la pelouse du Castres olympique.
Après avoir prolongé son contrat jusqu'en 2023, il est prêté au Biarritz olympique pour la saison 2020-2021. À l'issue de la période de prêt, il s'engage finalement au BO pour deux saisons. À l'issue de la saison 2022-2023, il s'engage au Rouen NR.

### Carrière internationale
Il participe à deux Championnats du monde junior en 2018 et 2019 avec la Géorgie, disputant sept rencontres au total.

## Palmarès
- Biarritz olympique
  - Finaliste du Championnat de France de 2e division 2021.
  - Vainqueur du Barrage d'accession au championnat de France en 2021.
- US Montauban
  - Vainqueur du Championnat de France de 2e division en 2025.